# Райс, Рэй
Рэй Райс (англ. Raymell Mourice Rice) (род. 22 января 1987) — американский футболист, выступающий за футбольную команду НФЛ «Балтимор Рэйвенс» на позиции раннинбека. Бывший член футбольной команды Ратгерского университета. Был выбран командой «Балтимор Рэйвенс» во втором раунде драфта 2008 года. В 2011 году занял второе место среди всех игроков «Рэйвенс» по количеству ярдов, пройденных на выносных комбинациях (5490 ярд).